# Dongola (cheval)
Vous lisez un « bon article » labellisé en 2020.
Pour les articles homonymes, voir Dongola, Bandiagara et Gondo (homonymie).
Le Dongola est une race de chevaux de selle d'Afrique subsaharienne, caractérisée par son profil de tête fortement convexe, par une couleur de robe sombre, et par la présence fréquente de grandes marques blanches au niveau de la tête et du bas des membres. Ses origines sont controversées, mais elle tient son nom de la province de Dongola, au Soudan. Sa diffusion accompagne l'expansion de l'islam en Afrique.  Il constitue l'un des quatre grands types de chevaux africains, avec l'Arabe, les poneys, et le Barbe, dont il est par ailleurs proche.
Le Dongola est majoritairement décrit par des voyageurs européens qui visitent l'Abyssinie et le Soudan, et qui en font l'éloge tout au long des XVIIIe et XIXe siècles. Dans les sources coloniales françaises du XXe siècle, il est déprécié, et qualifié de « Barbe dégénéré ». Le Dongola se décline en diverses variétés plus ou moins croisées avec le Barbe, le Bahr el-Ghazal du Tchad étant réputé être l'une des plus pures.
Le Dongola sert longuement de monture de guerre, il est largement mobilisé par les troupes éthiopiennes durant les conflits contre les Italiens. Il sert aussi localement de cheval de course, et fut peut-être monté pour la chasse. Cette race est présente dans une grande partie du Sahel subsaharien, dans les régions correspondant au Cameroun, au Tchad, ou encore au Soudan.

## Dénominations
Ce cheval de selle est connu sous les noms de « Dongola », « Dongolaw » et « Dongalawi »,, et plus rarement sous celui de « Donkolah ». L'hippologue et vétérinaire français André Sanson décrit en 1872 un equus caballus africanus, que l'ouvrage de référence consacré à L'Élevage du cheval en Afrique occidentale française cite comme étant le Dongola

## Histoire

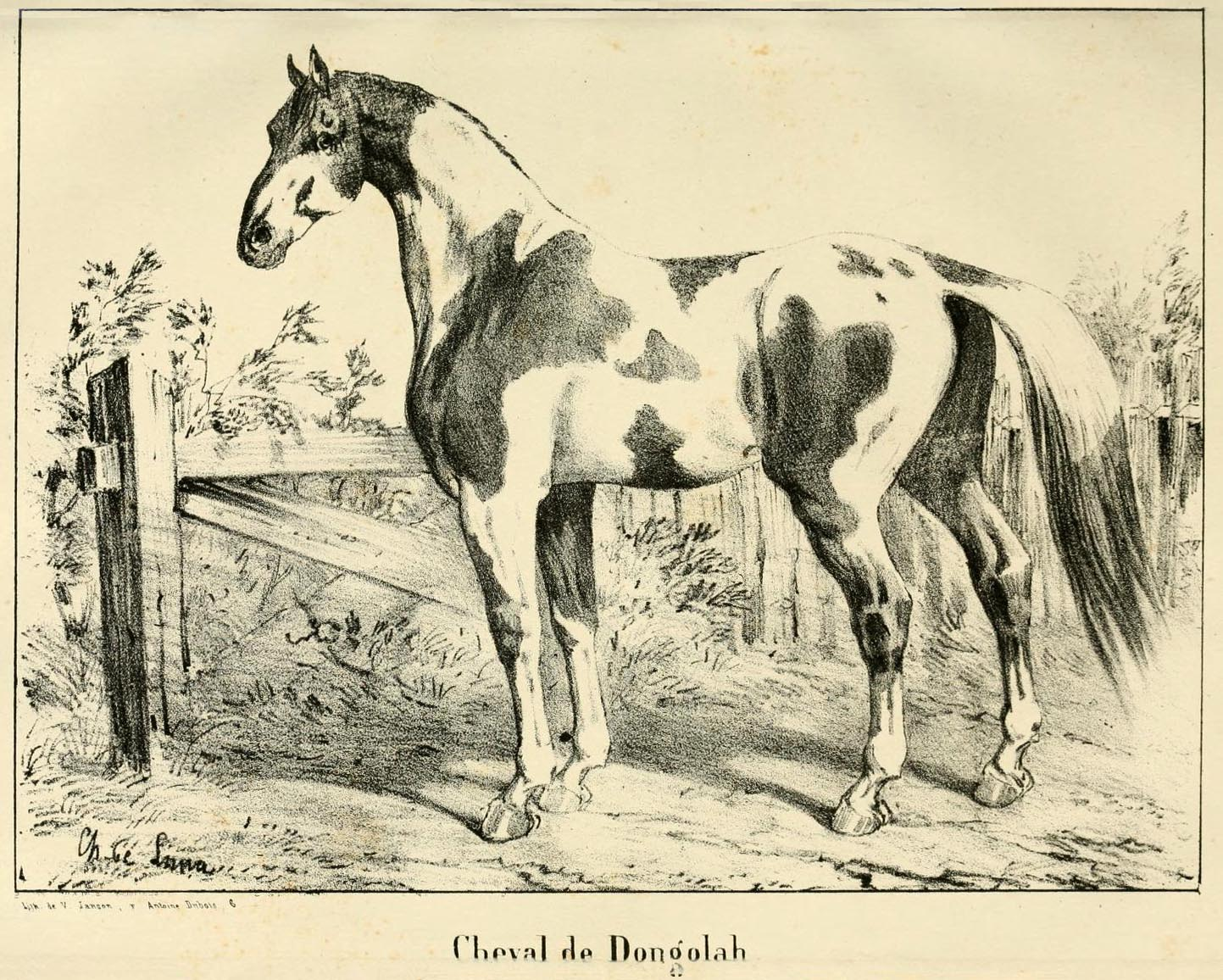
« Cheval de Dongolah », d'après le Dictionnaire d'hippiatrique et d'équitation de François-Joseph-Zanobi-Gaëtan Cardini, 1848.

Selon l'historien du cheval Robin Law (2018), la plupart des auteurs s'accordent pour distinguer quatre grands types de chevaux en Afrique : l'Arabe (ou « Aryen »), le Barbe (ou « Barbare »), le « poney », et le Dongola, ainsi nommé de par son centre d'élevage dans la haute vallée du Nil,. Le Barbe et le Dongola appartiennent au même groupe, celui des chevaux africains de type « occidental », à profil de tête convexe.

### Origines
L'historienne du Moyen-Orient Lisa A. Heidorn note l'existence de preuves précoces de l'élevage du cheval en Afrique subsaharienne, peut-être chez les Nubiens, à partir de la fin du IIe millénaire av. J.-C. ; pendant l'Antiquité, il existe de fréquentes représentations d'hommes Noirs africains pratiquant la conduite de chariots, l'équitation, ou les soins aux chevaux. Des preuves archéologiques de la présence de cette espèce ont été retrouvées à Méroé, et datées de la fin du Ier millénaire av. J.-C.. Il n'est cependant pas fait mention d'une race spécifique de chevaux koushites. Mettant en relation ces preuves archéologiques avec les attestations d'élevage dans la région de Dongola aux XVIIIe et XIXe siècles, Heidorn postule l'existence d'une tradition d'élevage équin ininterrompue depuis l'époque koushite. Quoi qu'il en soit, la présence de chevaux dans le Soudan central est antérieure à l'arrivée de l'Islam. L'historien de l'Afrique Humphrey J. Fisher (université de Londres) postule que le cheval ait été introduit au Soudan via la route trans-saharienne documentée par l'art rupeste et la présence de chars. Les chevaux de grande taille semblent associés aux régions de Bornou, Mandara, et des Hausa, faisant l'objet d'un important commerce Est-Ouest.
Au XIXe siècle, les éleveurs de chevaux de Dongola (notamment Nubiens) affirment que cette race descend de l'une des juments sacrées du Prophète de l'Islam et de ses compagnons, qui leur permirent de s'enfuir de La Mecque à Médine pendant l'Hégire,, jument qui aurait été emmenée ensuite en Abyssinie.

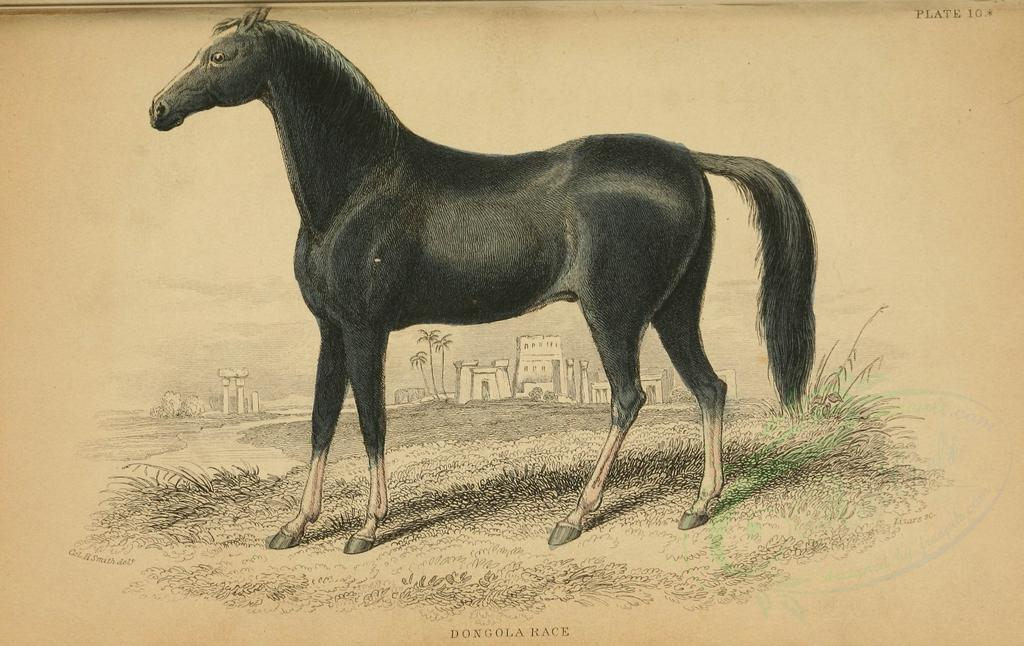
Cheval de Dongola au modèle, d'après gravure ancienne.

La tradition populaire veut que la race Dongola provienne de la province de Dongola, dans le Soudan,. Si l'historien du cheval Robin Law et l'encyclopédie de CAB International (CABI) jugent cette information fiable, Bonnie Lou Hendricks (Université de l'Oklahoma) estime au contraire qu'elle devrait être vérifiée. L'écrivain et éditeur Jean-Louis Gouraud cite comme tout aussi peu crédibles les théories qui lui prêtent pour berceau originel la Nubie et le Yémen.
Nicolas Perron, dans son prodrome au traité d'hippologie arabe Nâçerî, ainsi que de nombreux hippologues des XIXe et XXe siècles,,, dont le comte et officier Jean-Emmanuel Le Couteulx de Canteleu, citent un « cheval égyptien » pour ancêtre à la fois du Barbe et du Dongola ; Le Couteulx de Canteleu précise, en citant Émile Prisse d'Avesnes, que ce cheval égyptien aurait été introduit par les Hyksôs, et serait de type mongol, resté inchangé jusqu'à donner la race de Dongola,, très proche du Barbe. Selon Henri Lhote, le Dongola aurait été introduit au Soudan par les Arabes Juhayna depuis la Haute-Égypte. Une autre théorie hippologique, plus farfelue, voit dans le Dongola le résultat d'un croisement avec le zèbre.
Robin Law cite enfin le Pr Helmut Epstein (Origin of the Domestic Animals of Africa, 1971), pour qui le Barbe et le Dongola descendent de chevaux introduits en Afrique du Nord à l'époque romaine, théorie qu'il juge peu crédible. Epstein estime que le Dongola est originellement un Barbe naturalisé en Afrique subsaharienne. Hendricks défend une théorie selon laquelle le Dongola descend de chevaux ibériques amenés en Égypte depuis la Numidie au XIIIe siècle.

### Moyen Âge
La diffusion de ces chevaux africains à profil convexe est limitée par la présence de la mouche tsé-tsé dans les zones tropicales, responsable de maladies pour eux mortelles,. Le Dr vétérinaire Jacques Sevestre note que cette diffusion des races de chevaux Barbe et Dongola correspond à l'expansion de l'islam en Afrique au Moyen Âge. Robin Law estime vraisemblable que l'introduction du Dongola en Afrique de l'Ouest remonte aux XIIIe et XIVe siècles, citant la théorie du vétérinaire français George Doutressoule, pour qui cette race a été introduite dans la région du lac Tchad par des tribus arabes qui ont migré depuis la haute vallée du Nil au XIIIe siècle, sans que l'on sache si cette information provient d'une tradition orale arabe, ou si elle constitue une déduction de Doutressoule lui-même. Selon l'ethnologue français Christian Seignobos, le royaume du Kanem-Bornou fait vraisemblablement un usage militaire courant du cheval, et a pu abandonner l'élevage des poneys résistants à la maladie du sommeil (trypanorésistance) dès le XVe siècle, au profit des races Barbe et Dongola, plus grandes, en parallèle de l'islamisation de ses dynasties royales.

### XVIIIeetXIXesiècles

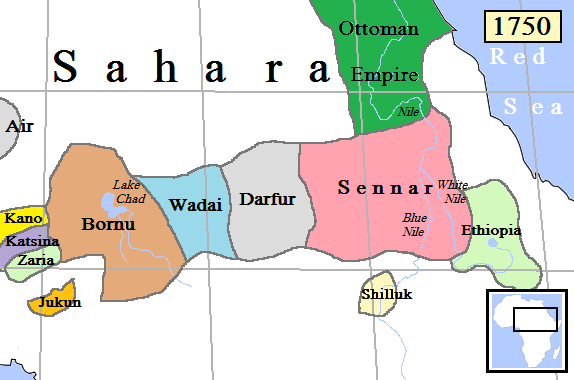
Royaumes africains vers 1750.

L'attention des Européens est attirée sur cette race de chevaux par l'Anglais Jacques Bruce, qui voyage en Abyssinie (1768-1772), rencontre la famille régnante, et décrit en détail le premier cheval qu'il achète, dans la région de Tigré, et qu'il monte durant la majeure partie de son voyage. Bruce fait un grand éloge des chevaux de la région de Dongola, auxquels il reconnaît une beauté et une symétrie parfaites,. D'après lui, le roi de Sennar, au Soudan, entre en possession de chevaux de la race de Dongola durant les années 1770, décrits comme d'excellente qualité,, aussi forts que des chevaux carrossiers. D'autres voyageurs européens font l'éloge de ces chevaux et de ceux des provinces voisines d'Égypte et d'Abyssinie au début du XIXe siècle, dont le sportman anglais Bossman (qui note la qualité de leurs allures), et l'Italien Giovanni Finati.
Les Dongola sont décrits comme grands (1,63 m en moyenne), nettement différenciés des autres chevaux orientaux, rapides et dotés de fond, moins réguliers et plus courts que l'Arabe, et de couleur noire avec de grandes marques blanches aux jambes,,,,. Ils servent de monture aux notables, princes et guerriers.  Ces chevaux de guerre, assez forts pour porter un homme en armes et armure, sont exportés depuis la région de Dongola vers le Darfour aux XVIIIe et XIXe siècles,, : il s'y trouve alors deux races, le poney Kordofani et le cheval de Dongola, plus réputé pour la guerre, dont la race est entretenue par le recours à des importations régulières.
Le Voyageur Bosenal fait de ceux-ci le plus séduisant portrait : "Les chevaux de Dongola, dit-il, sont les plus parfaits du monde entier ; ils sont beaux à l'œil, symétriques dans leurs formes, nerveux et souples dans leurs mouvements, dociles et attachés à leurs maitres; l'un d'eux fut vendu au Caire en 1816 pour une somme équivalant à 25,000fr[réf. nécessaire].

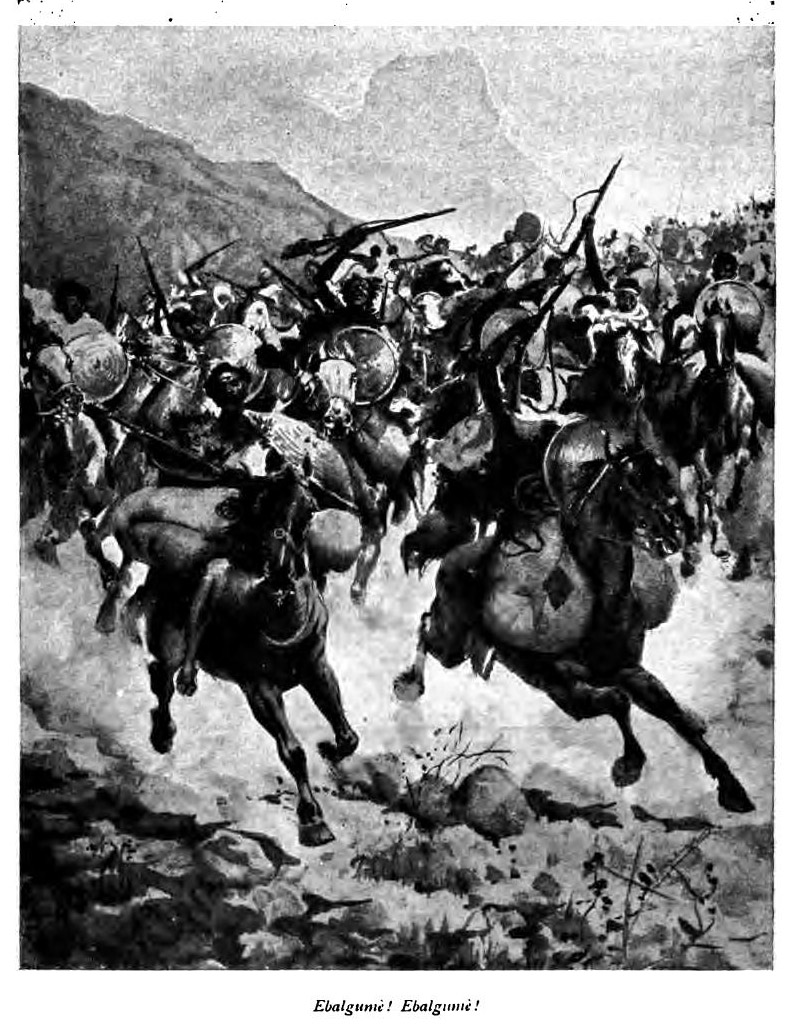
Troupes de cavalerie éthiopiennes à la bataille d'Adoua.

M. Hamont soutient (dans l'entrée consacrée à cette race dans le dictionnaire de Cardini, en 1848) que les Dongola peuvent atteindre une taille de deux mètres, que ces chevaux servent à la chasse à l'autruche, et qu'ils sont nourris d'herbe, de maïs et de lait de chamelle. Il ajoute que les sujets exportés en Égypte perdent leurs qualités, au point que la cavalerie égyptienne a dû réformer ses Dongola. M. Perron précise que la cavalerie de Méhémet Ali utilise peu de Dongola, s'agissant d'une race peu estimée.

« L’ancien égyptien, le Dongola actuel, est le cheval ordinaire de tout le Soudan, c’est-à-dire du Waday, du Darfour, du Kordofan, du Senaar et en observant que les meilleurs chevaux et de la race la plus belle, se trouvent comme toujours, chez les Bédouins du désert qui errent autour de ces pays et se livrent [...] à la chasse de la gazelle, de la girafe et l’autruche, chasse qui nécessite des chevaux de premier ordre »

— Jean-Emmanuel Le Couteulx de Canteleu
François Lenormant, qui voyage en Égypte en janvier 1870, signale qu'on ne trouve plus de Dongola au Nord d'Assouan. Lorsque John Burckhardt se rend dans la région au début des années 1880, il déclare que le cheval Dongola est
célèbre dans tout le Soudan, en Éthiopie, et dans le reste du Proche-Orient. Il note que cinq à dix esclaves sont chargés de prendre soin d'un seul animal, et que les mamelouks du Dongola montent tous cette race de chevaux. Enfin, il signale des exportations de ces animaux vers le Yémen, et leur usage par la tribu arabe des Shaiqiya, établie sur les deux rives du Nil entre le sud de Dongola et l'ancienne Napata.
La cavalerie éthiopienne fait un large usage de ces chevaux durant les années 1890, pendant les guerres contre l'Italie.

### DuXXeà nos jours

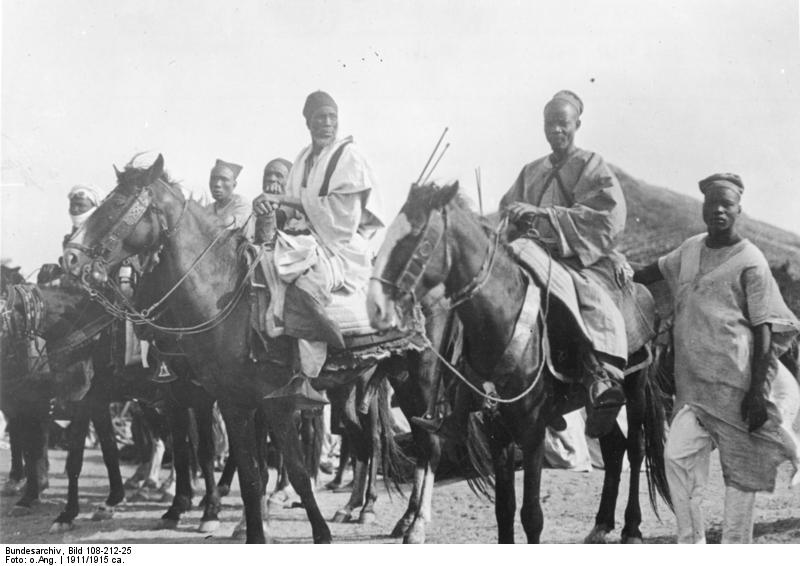
Cavaliers de Mora, Cameroun, dans les années 1910.

Durant l'administration anglaise du Soudan, le Dongola continue d'être élevé et admiré par les connaisseurs. Les éleveurs déclarent préférer les chevaux à quatre pieds blancs avec une grande marque blanche sur la tête. D'après Hendricks, le Dongola est ensuite largement croisé avec le Barbe et l'Arabe. CABI estime cependant que l'influence de l'Arabe sur cette race n'est qu'une supposition peu crédible. Durant les années 1930, le Dongola est particulièrement représenté en Haute-Volta. En 1947, J. D. Tothill signale la persistance des races Dongola et Kordofani dans l'Est du Soudan, mais déplore que la majorité des Dongola soient « affreux et inutiles », et ajoute que leur faible nombre va en diminuant. Fisher estime improbable que ces chevaux soient les mêmes que ceux décrits élogieusement sous le nom de « Dongola », dans la même région, un siècle auparavant.
L'élevage du Dongola reste actif dans la région de Gama, dont il a fait la fortune pendant la guerre. Dans cette ville tchadienne, d'après le vétérinaire marocain Yassine Jamali, les propriétaires de ponettes de race Kirdimi achètent des étalons de race Dongola âgés pour les faire saillir, et espérent obtenir un poulain de meilleure qualité que sa mère.

## Description

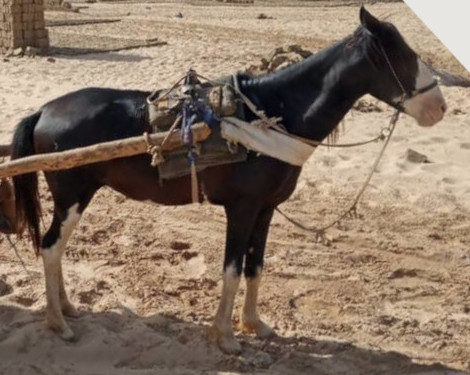
Dongola tchadien attelé.

Le Dongola présente le modèle du cheval de selle léger, et une certaine ressemblance avec le Barbe : il est fréquemment décrit comme un « Barbe dégénéré », CABI le classant comme une variété de Barbe en raison de sa convergence morphologique et géographique avec cette dernière race. Jean-Louis Gouraud le décrit comme le type même du cheval d'Afrique subsaharienne.
La plupart des auteurs (en 1848) s'accordent à dire que les chevaux de Dongola ont la tête busquée, l'encolure longue, la croupe avalée, et qu'ils sont généralement enlevés comme la plupart des orientaux.

« [...] leur cou, leur tête longue et busquée, leur croupe basse et avalée, leur queue mal attachée et peu garnie, qu'ils portent presque toujours collée contre les cuisses, comme les chameaux, leur donnent un aspect extraordinaire. »

— B. de Saint-Ange, Cours d'hippologie.

### Taille

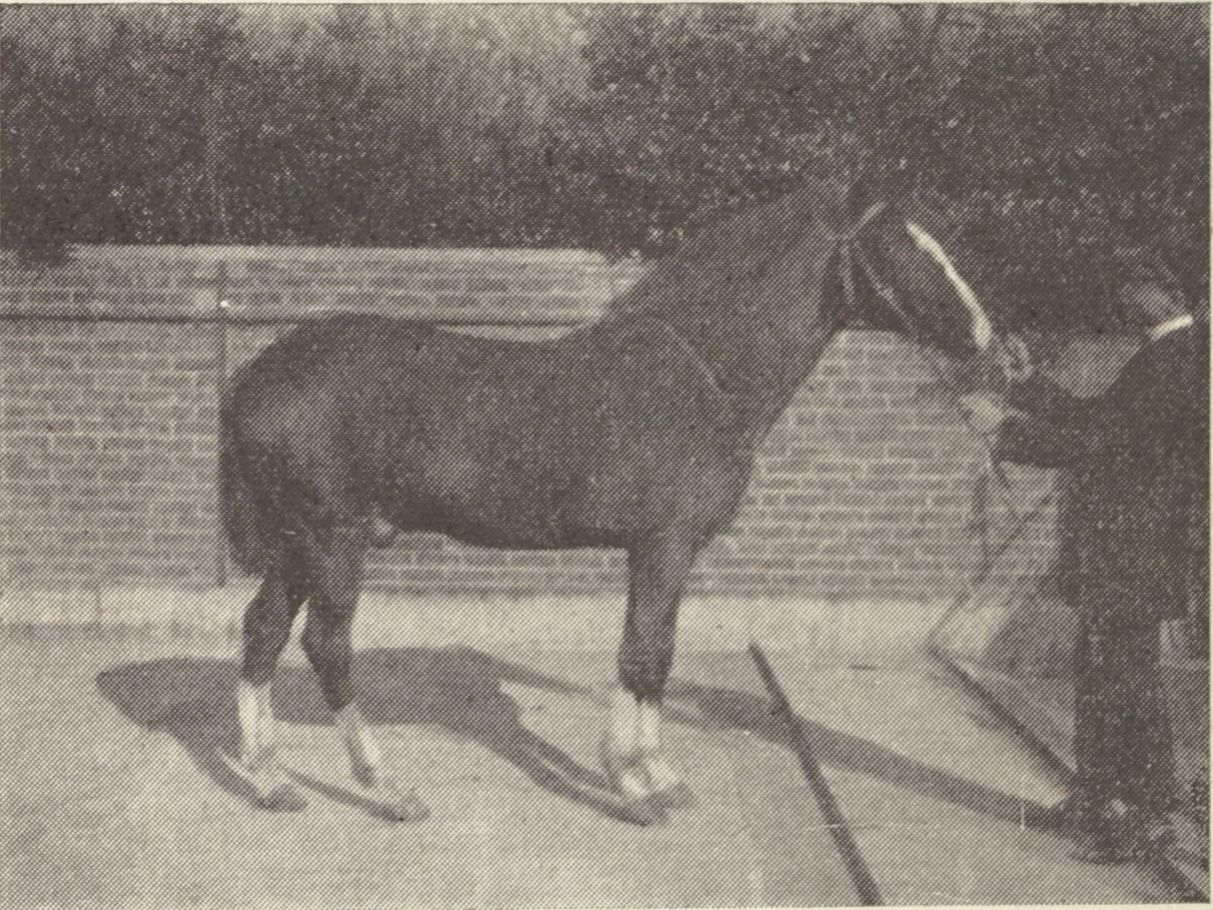
Ben-Brach, étalon Dongola étudié à l'École nationale vétérinaire d'Alfort dans les années 1910.

D'après le guide Delachaux, ces chevaux toisent de 1,48 m à 1,52 m, le Larousse du cheval leur attribuant une taille moyenne de 1,50 m. Les mesures moyennes des populations érythréennes et soudanaises, enregistrées sur la base de données DAD-IS, sont de 1,40 m, chez les mâles comme chez les femelles. La taille moyenne du cheptel éthiopien est de 1,45 m. L'encyclopédie de CABI déclare une taille de 1,52 m à 1,57 m (2016), précisant que le Dongola peut aussi être considérablement plus petit.
Un étalon Dongola nommé Ben-Brach a été mesuré et pesé précisément à l'École nationale vétérinaire d'Alfort dans les années 1910 : pour une taille d'1,53 m, il pesait 435 kg, et arborait un périmètre thoracique d'1,73 m.

### Tête

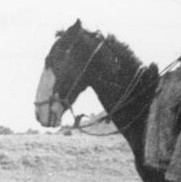
Profil de tête typique d'un cheval de race Dongola, à Mora au Cameroun.

La race Dongola est caractérisée principalement par son profil de tête, extrêmement busqué ; elle en fait le plus caractéristique et facilement identifiable des chevaux africains. D'après Hendricks, le Dongola camerounais est connu essentiellement pour ce profil de tête, à la convexité très prononcée, qui rappelle celle du Barbe. Ce profil de tête est nommé « profil romain » en Europe, et permet, d'après Robin Law, de différencier les chevaux de race Arabe (profil concave ou rectiligne), Barbe (profil rectiligne ou légèrement convexe), et Dongola (profil hyper-convexe). La tête est généralement grosse, considérée comme peu élégante.

### Avant-main, corps et arrière-main
Son garrot est bien marqué. Le dos est souvent long, avec des reins mal attachés. La croupe est inclinée et musclée, ou plate, et les membres sont maigres.

### Robe

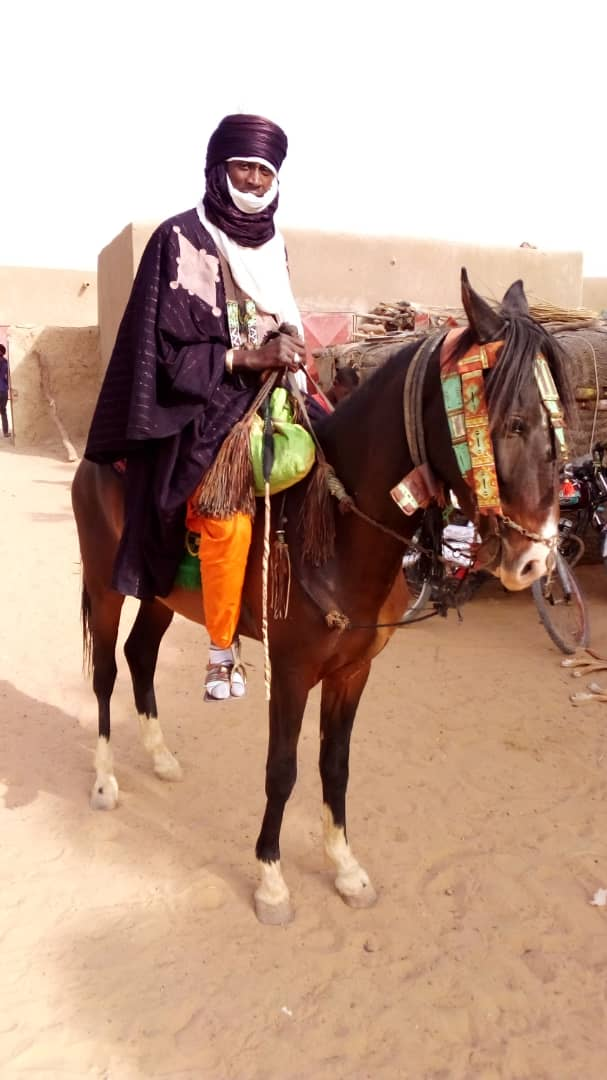
Dongola du Mali, à la robe baie dotée de grandes marques blanches, robe la plus typique chez cette race.

Le Dongola a été uniformément décrit comme un cheval portant de grandes marques blanches, ce qui correspond au phénotype de la robe sabino. La couleur de robe est sombre et unie, généralement baie dans les tons roux, alezane, ou noire, souvent avec de grandes marques blanches étendues sur la tête, au bas des membres et sous le ventre,, ainsi qu'un œil bleu,. Le Larousse signale la robe grise comme possible.

### Tempérament et entretien
La fertilité de cette race est basse, avec un faible nombre de juments poulinières disponibles. Le Dongola est réputé pour sa sobriété, sa rapidité et son endurance. Au Soudan, les sujets jugés les meilleurs reçoivent un complément alimentaire sous forme de lait de vache s'il y a des surplus. Ces chevaux y sont élevés avec des bovins, en extérieur toute l'année, et ne reçoivent un abri que pour se protéger des fortes chaleurs.
Un Dongola nigérian appartenant à la police montée locale a fait l'objet d'une étude de cas par l'université d'Ibadan en 2017, après un grave accident de la route qui a nécessité une chirurgie réparatrice. Au moins un cas de cheval Dongola ou croisé Dongola d'Afrique de l'Ouest a été étudié après avoir contracté la maladie du sommeil, transmise par la mouche tsé-tsé.

### Types et variétés

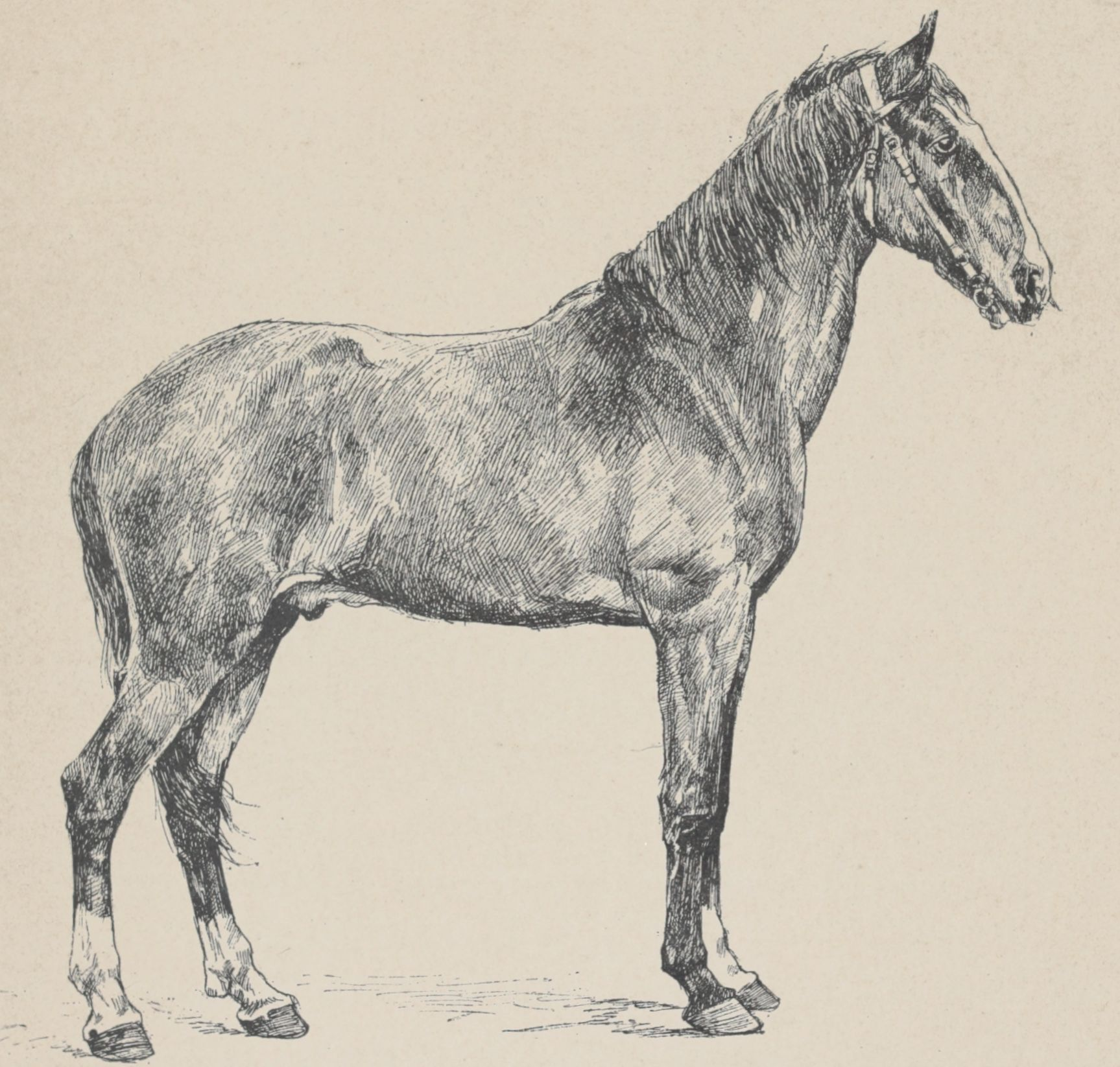
Porthos, cheval de Dongola nubien, 1.49 m, bai, étudié au Jardin d'acclimatation de Paris.

Plusieurs types et variétés de chevaux de Dongola sont décrits,. L'une de ces variétés locales, originaire du Mali, est appelée le Bandiagara, ou Gondo, et toise 1,42 m en moyenne. Le cheval Nigérian est rattaché à la famille du Dongola, de même que le Yagha et le Mossi du Burkina Faso, le Bornu du Nigeria, et le Songhoï du Mali. Le Mossi est toutefois décrit comme un mélange de Barbe et de Dongola par Robin Law. Le Bahr el-Ghazal (ou Kréda, Ganaston), le Bornu et le Hausa sont parfois décrits comme des chevaux de Dongola. Le Bahr el-Ghazal est plus généralement considéré comme un type ou une lignée particulièrement pure du Dongola, propre à la région de Barh el Gazel, dans le Tchad.
D'après Robin Law, la plupart des chevaux ouest-africains se sont développés par metissage entre les races Barbe et Dongola, ainsi que les races de poneys établies plus au Sud, ce qui explique leur taille plus réduite que celle du Dongola originel.

## Utilisations

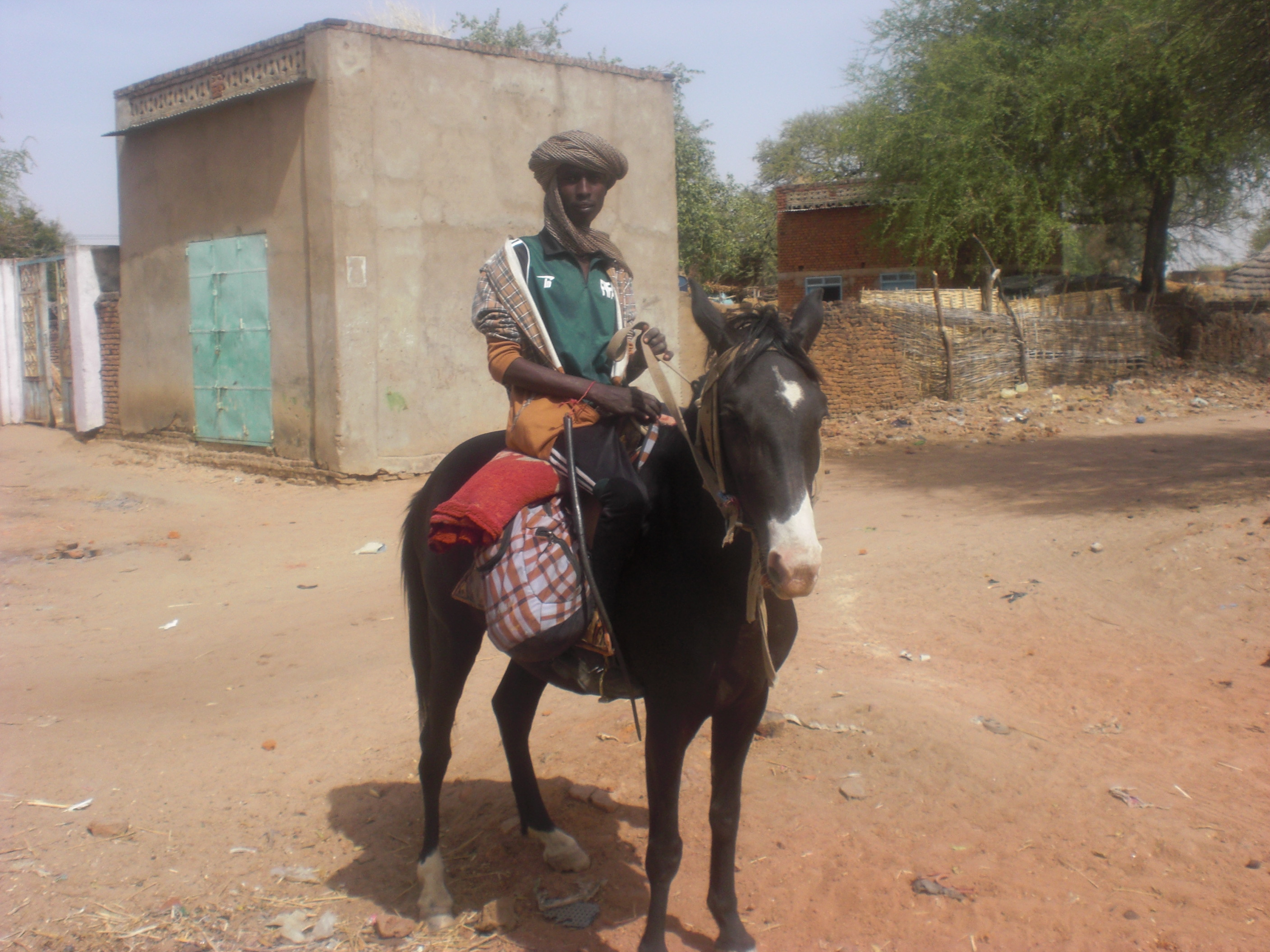
Cheval soudanais, vraisemblablement Dongola ou croisé Dongola, sous la selle.

L'usage des chevaux permet longtemps aux peuples musulmans du Soudan d'établir leur supériorité militaire. D'après l'historien de l'Afrique Humphrey J. Fisher, ces fins militaires constituent de loin la première contribution des chevaux, en offrant un avantage important sur les troupes à pieds. Les sujets de la province de Dongola, au XIXe siècle, sont décrits comme d'excellents chevaux de guerre grâce à leur vitesse, leur taille et leur endurance.
Le Dongola a au contraire été souvent décrit, dans les sources coloniales, comme un cheval sans qualités ; Bonnie Lou Hendricks attribue cela à des problèmes d'élevage plutôt qu'à un manque de qualités génétiques chez cette race. En effet, les éleveurs musulmans laissent habituellement des étalons de toutes races se reproduire avec les juments Dongola, ce qui nuit aux qualités de l'élevage.
Le Dongola forme désormais un bon cheval de selle et de course,. Il est utilisé pour la fantasia, pendant des fêtes populaires.
Il existe des informations divergentes sur les usages des chevaux des deux sexes, Burckhardt, Le Couteulx de Canteleu et Hendricks déclarant que seuls les étalons sont montés et considérés comme prestigieux, pouvant participer à des compétitions ou à des pratiques de loisirs ; au contraire, d'après Félix van der Meer, les habitants de Dongola préfèreraient monter les juments plutôt que les mâles. Au Soudan, ces chevaux servent généralement au portage de l'eau.

### Croisements
Le professeur Paul Dechambre estime que la race Barbe proviendrait de croisements entre le Dongola et l'Arabe, théorie peu citée et peu soutenue.
D'après différents auteurs, des chevaux Dongola exportés vers l'Europe au XIXe siècle sont entrés en croisement avec les races de chevaux européennes, notamment anglaises et allemandes. Si les chevaux de croisement allemand n'ont pas été décrits comme bons, les Anglais affirment avoir obtenu des Hunters remarquables par leur vitesse et leur résistance à la fatigue en croisant des juments Pur-sang à des étalons Dongola,.

## Diffusion de l'élevage

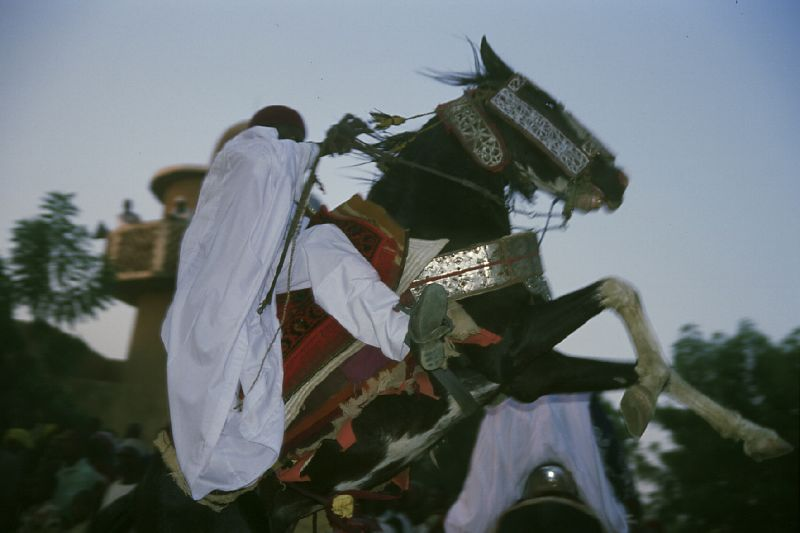
Dongola monté par un Haoussa pendant le festival du ramadan de Zinder, au Niger.

Le Dongola est essentiellement élevé par des peuples musulmans, dans une bonne partie de l'Afrique subsaharienne, aussi bien en Afrique de l'Est qu'en Afrique de l'Ouest, et ce grâce aux migrations et aux nombreux échanges commerciaux. Le nord du Soudan est resté en contact permanent avec les populations musulmanes du lac Tchad et du nord-est du Nigeria. Des soldats soudanais ont occupé le lac Tchad. Les pèlerins musulmans venus de la partie orientale d'Afrique de l'Ouest doivent passer par le Soudan pour se rendre à La Mecque. Enfin, les Peuls nomades, bien connus pour leurs chevaux, se déplacent régulièrement entre le Soudan et l'Est de l'Afrique de l'Ouest. Ces facteurs combinés expliquent la large propagation des chevaux Dongola entre l'Est et l'Ouest du Sahel.
Les chevaux d'Afrique de l'Ouest sont d'origine Barbe ou Dongola. D'après Robin Law, le Dongola se trouve surtout à l'Est du fleuve Niger ; son arrivée en Afrique de l'Ouest est plus tardive que celle du Barbe, ces deux races remplaçant les poneys locaux qui y étaient élevés antérieurement. La variété Bandiagara est élevée au Mali, dans la région de la falaise de Bandiagara, ainsi qu'au Niger. Habituellement, les cavaliers musulmans importent des chevaux depuis le Tchad ou le Nigeria. Le Dongola d'Afrique de l'Ouest, également connu sous le nom de Fulani, est élevé en République centrafricaine.
L'université de l'Oklahoma estime que le Dongola est devenu très rare sous sa forme originelle, en raison des nombreux croisements pratiqués avec le Barbe et l'Arabe ; le Guide Delachaux estime au contraire qu'il reste répandu. L'unique recensement, effectué en 1994 et considéré comme peu fiable, signalait la présence d'un cheptel situé entre 6 100 et 10 000 chevaux dans les pays africains répertoriant cette race, avec tendance à la baisse des effectifs,. En 2007, la FAO ne signalait pas le Dongola comme menacé d'extinction.
Le Dongola a été exporté en petits nombres vers l'Angleterre et l'Irlande au XIXe siècle, à l'initiative notamment de lords anglais qui en onf fait l'acquisition après en avoir lu les descriptions élogieuses.

### Au Nigeria
D'après Robin Law, la race Dongola est tout particulièrement associée à l'État de Borno, au Nord-Est du Nigeria, au point que le profil de tête convexe caractéristique de ces chevaux soit populairement nommé la « tête de Borno ».

### Au Cameroun

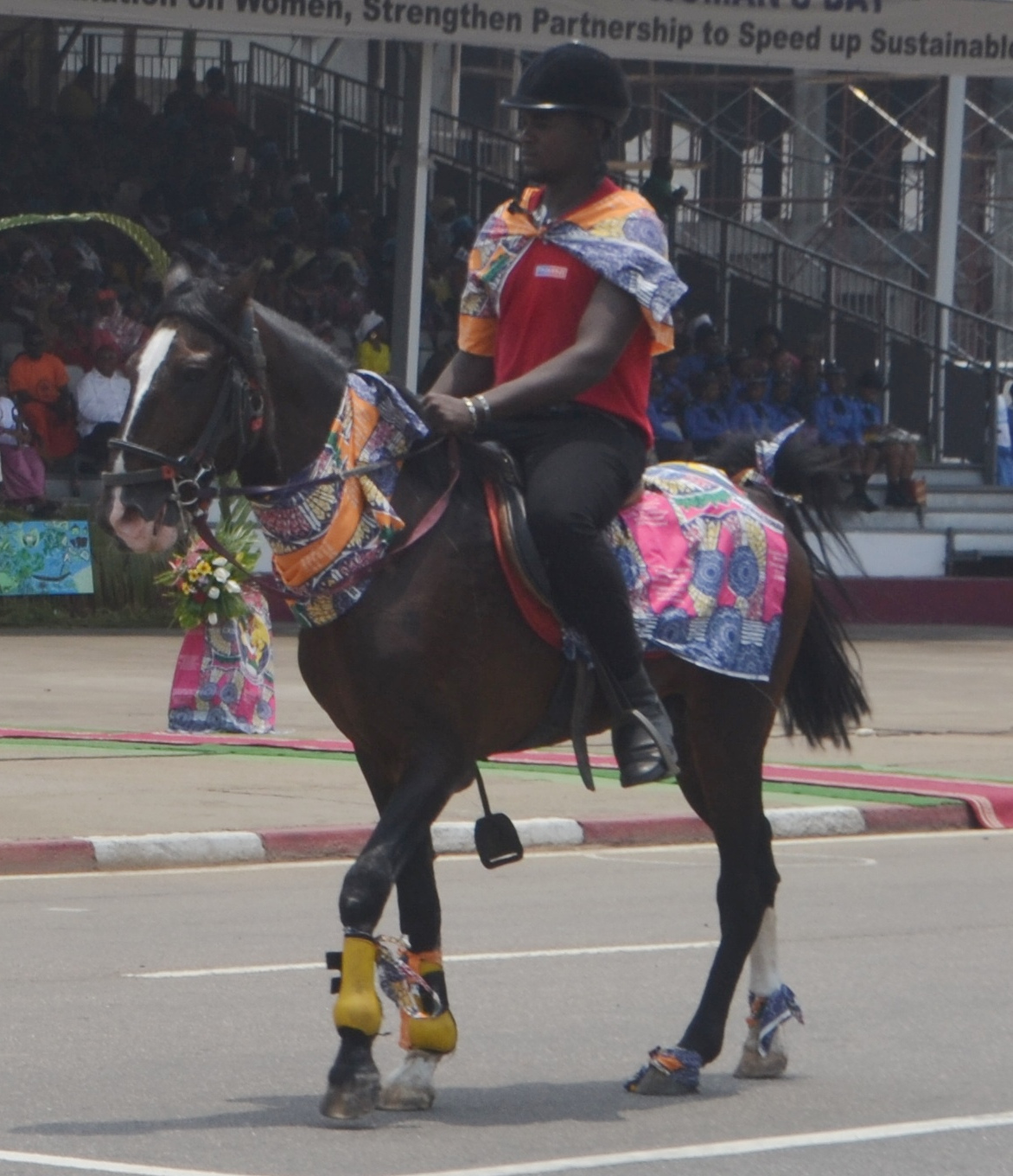
Dongola monté lors d'un défilé à Douala, au Cameroun.

Le Dongola est historiquement associé aux Foulbés du Cameroun, qu'il aurait accompagnés dans leurs migrations depuis la haute vallée du Nil. Cette race est toujours élevée dans le Nord du pays, où les sujets sont réputés pour leur élégance et leur énergie. L'Institut de recherche animalière de Garoua cherche à sélectionner les meilleurs specimens. Le Dongola est ainsi considéré comme une race native du Cameroun.

### En Éthiopie et en Érythrée
L'Éthiopie reconnaît la race Dongola, s'agissant du plus grand des deux types de chevaux localement présents. En Érythrée, ces chevaux sont présents dans l'Ouest du pays, et sont montés pour des pratiques d'équitation sportive,.

### Au Soudan
Au Soudan, la race est élevée dans le Nord du pays, l'Ouest et le nord-ouest de la province du Darfour, parmi les tribus nomades qui voyagent entre le Soudan et le Tchad.

### Note
1. ↑  Une information peu vraisemblable au regard des connaissances des chevaux d'Afrique.

#### Sources anciennes
- [Le Couteulx de Canteleu 1880] Jean-Emmanuel Le Couteulx de Canteleu, « Les chevaux de Dongola », Bulletin de la Société nationale d'acclimatation et de protection de la nature de France,‎ 1880 (lire en ligne)
- [Le Couteulx de Canteleu 1885] Jean-Emmanuel Le Couteulx de Canteleu, Étude sur l'histoire du cheval arabe, son origine, les lieux où on peut le trouver, son emploi en Europe, son rôle dans la formation de la race de pur sang, son influence sur d'autres races, Paris, Librairie Pairault, 1885, 52 p. (lire en ligne).